# 이스라엘인
이스라엘인은 현대의 이스라엘 지역에 거주하고 있는 시민이나 국민을 가리킨다. 흔히 이들은 보통 유대인에 속하는 것으로 생각되기 쉽지만, 실상은 다른 민족과 국가적 배경을 지닌 사람들로 이루어진 다민족 사회이다.
이스라엘인의 약 75%는 유대인에 속하며, 약 20%는 아랍인, 나머지 소수민족이 5%를 차지한다. 2014년에 조사된 통계에 따르면, 이스라엘인의 약 75%는 유대교를 신봉하며, 17.5%는 이슬람교, 2%는 기독교, 1.6%는 드루즈교를 신봉하고 있다.
언어는 대부분이 히브리어와 아랍어를 사용하지만, 일부 계층에는 영어, 러시아어, 이디시어, 프랑스어 등을 사용한다.

## 같이 보기
- 이스라엘 민족